# 千葉市立第二養護学校
千葉市立第二養護学校（ちばしりつ だいにようごがっこう）は、千葉県千葉市稲毛区轟町三丁目にある公立特別支援学校。知的障害児を教育対象とする、小学部のみからなる単独校である。2007年の学校教育法の改正後も「養護学校」の名を変更していない。

## 沿革
- 1978年（昭和53年）4月5日 - 千葉市立第二養護学校として開校
- 1987年（昭和62年）11月14日 - 創立10周年記念式典挙行
- 1991年（平成3年）4月1日 - 千葉県立千葉養護学校（現・千葉県立千葉特別支援学校）開校に伴い児童分離
- 1997年（平成9年）11月15日 - 創立20周年記念式典挙行
- 2003年（平成15年）8月31日 - プレハブ校舎（4教室）完成

## 学部
- 小学部